# Margaluyu (Purabaya)
Margaluyu is een bestuurslaag in het regentschap Sukabumi van de provincie West-Java, Indonesië. Margaluyu telt 3495 inwoners (volkstelling 2010).